# Carl Dørnberger

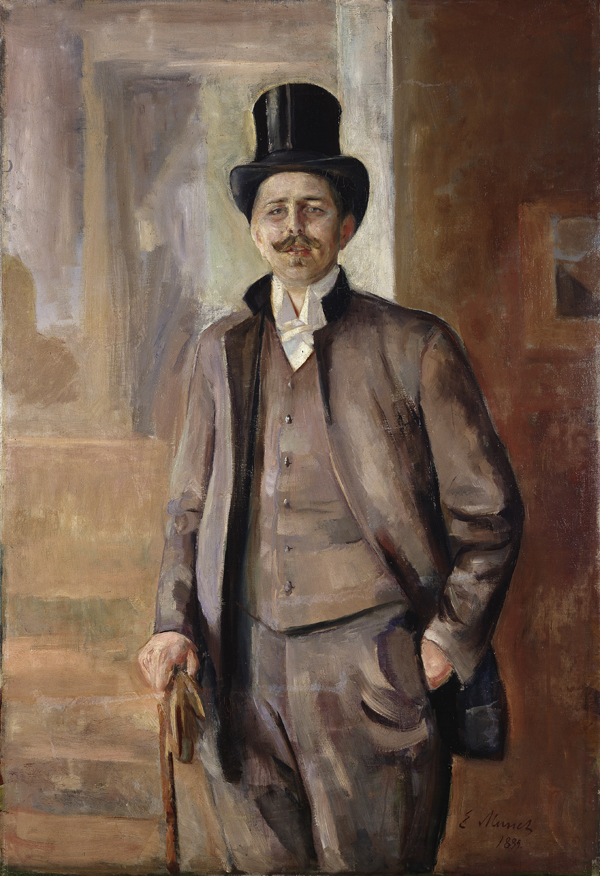
Carl Dørnberger; Porträt von Edvard Munch (1889)

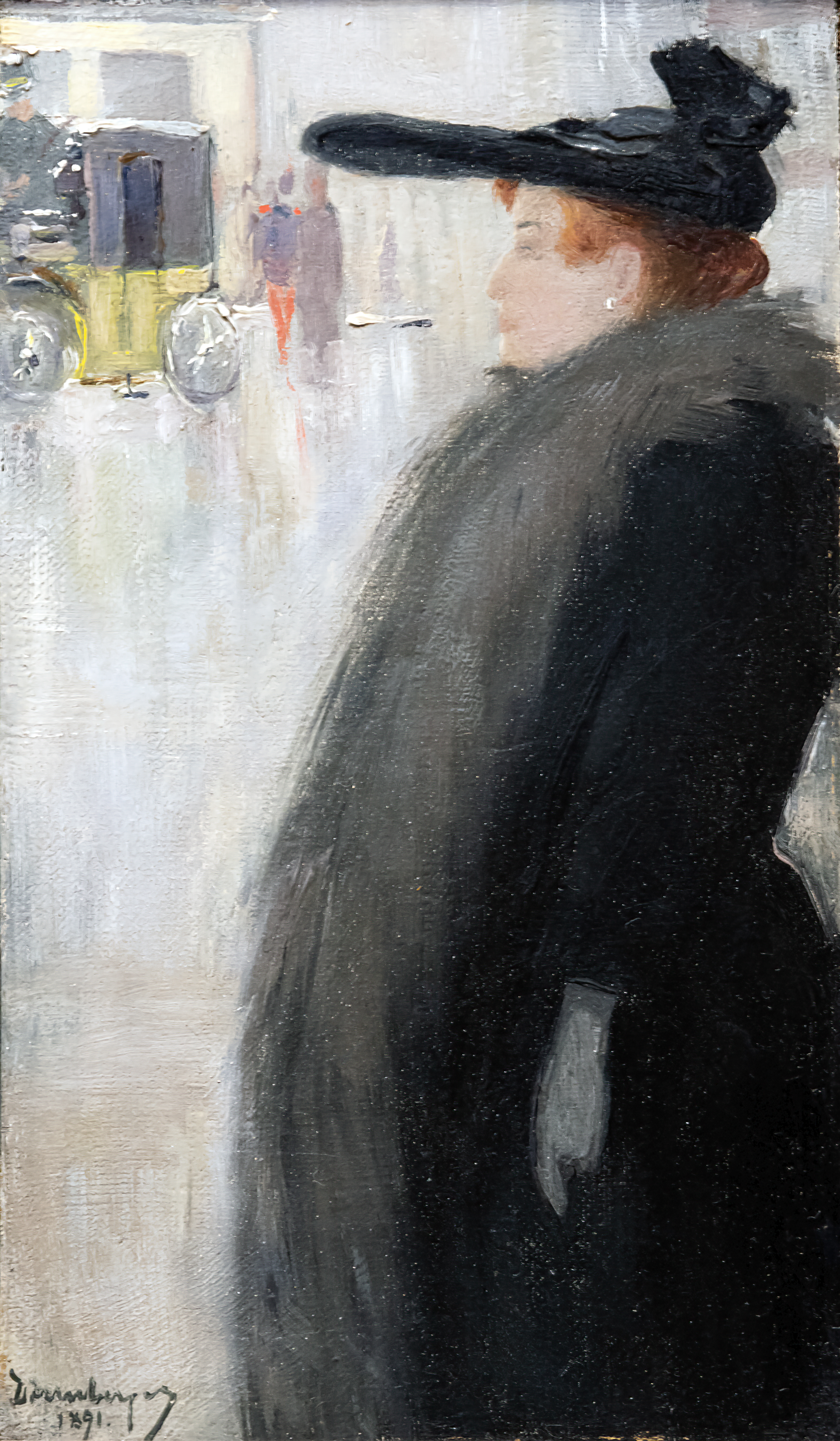
Frau in Montmartre (1891)

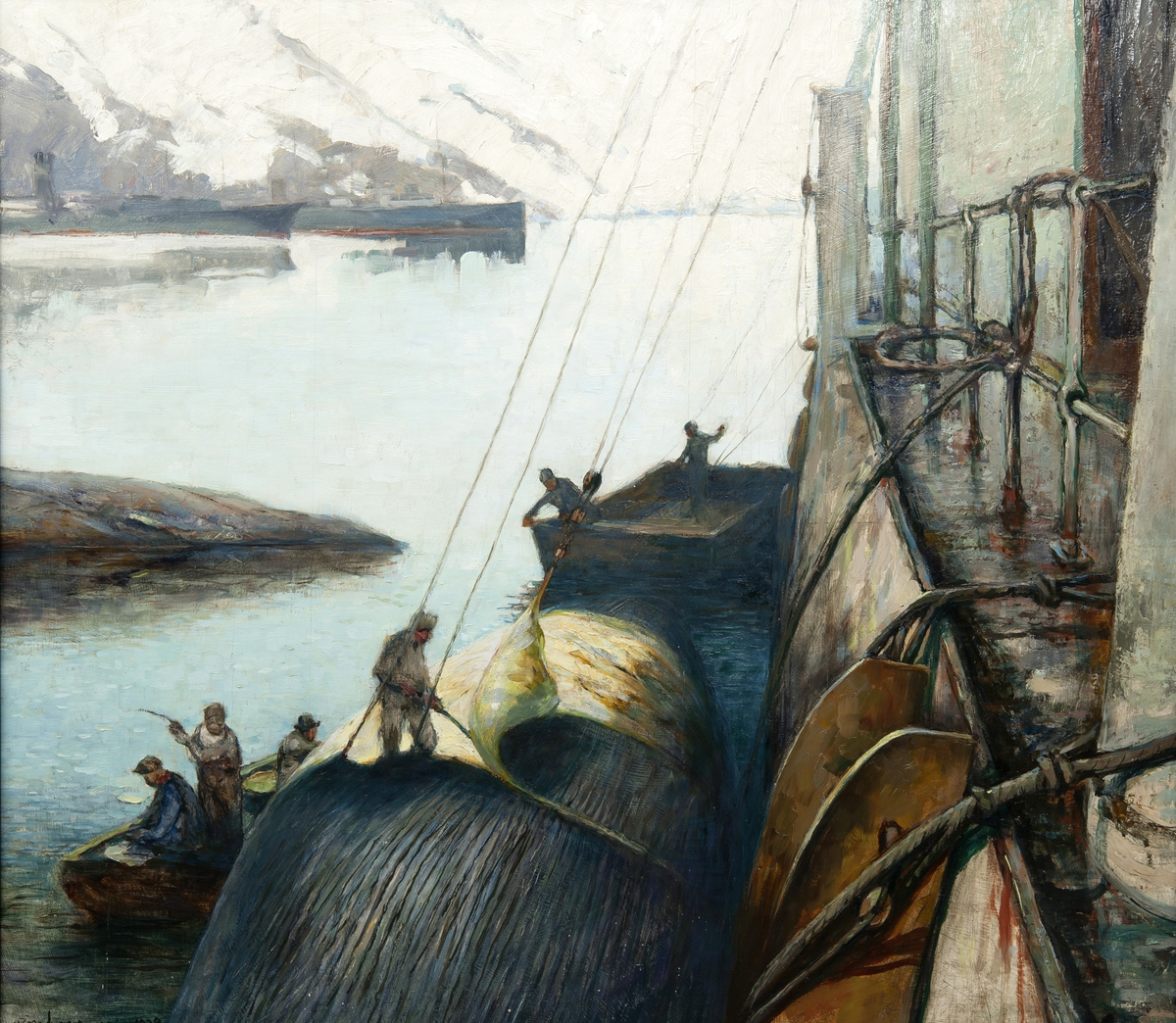
Wahlfängerbucht (South Shetland Islands, Deception Island)

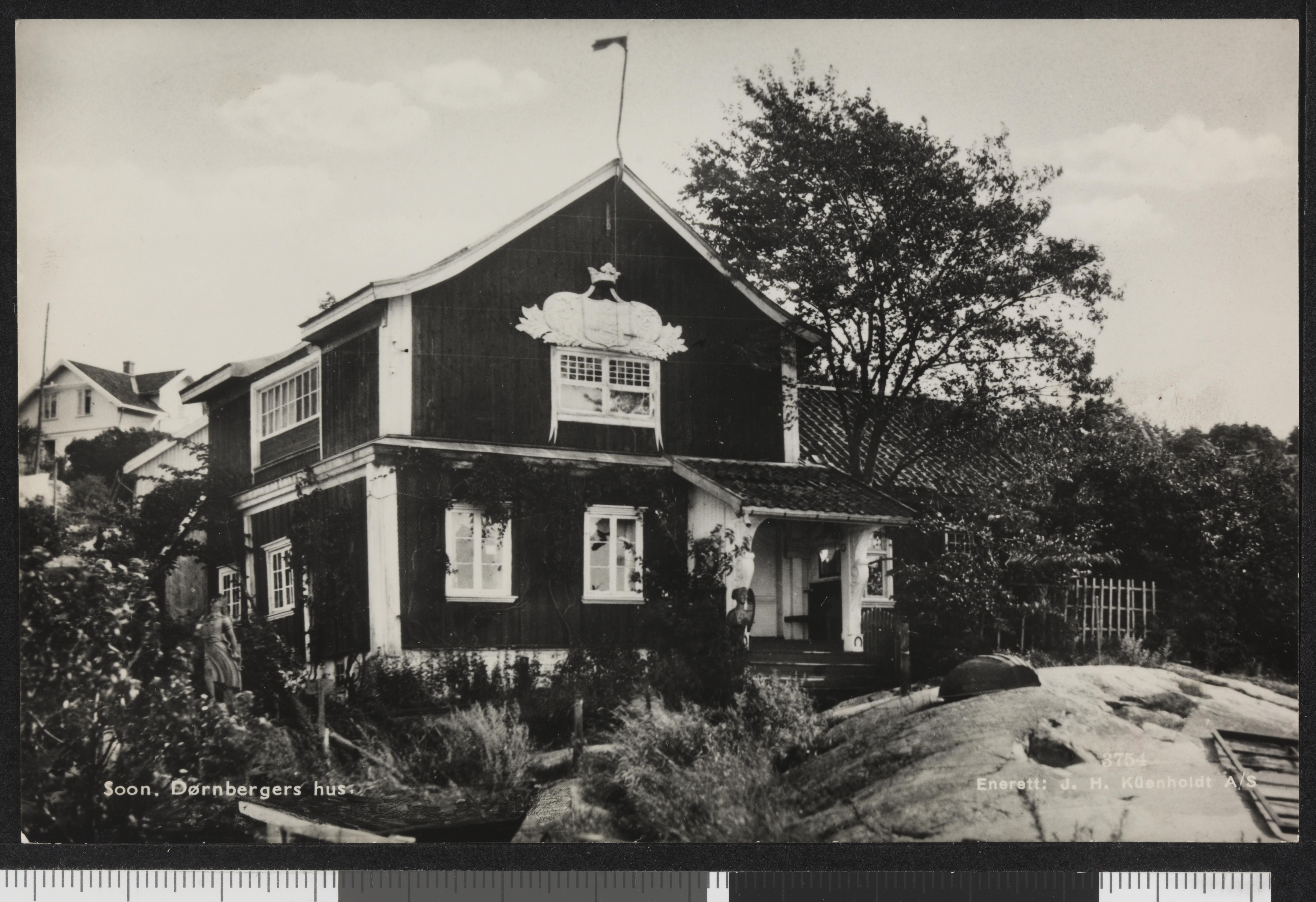
Carl Dørnberger lebte ab 1896 in Son im „Dørnbergerhuset“.

Carl Johannes Andreas Adam Dørnberger (geb. 23. September 1864 in Nøtterøy in Vestfold in Norwegen; gest. 8. Juli 1940) war ein norwegischer Maler. Seine Arbeiten sind naturalistisch und figurativ geprägt.

## Biographie
Carl Dørnberger war der Sohn von Johann Christoph Dornberger aus Nürnberg und Augusta Charlotte Luise Mönch aus Stralsund. Sein Vater arbeitete als Braumeister in Tønsberg (Norwegen). Im Alter von acht Jahren kehrte seine Familie mit ihm zurück nach Deutschland, wo er lebte, bis er Student bei David Arnesen (1818–1895) und Johan Jacob Bennetter (1822–1904) in Kristiania (heute Oslo) wurde. Im Jahr 1883 ging er nach Paris, wo er unter verschiedenen Künstlern, u. a. bei William-Adolphe Bouguereau an der Académie Julian seine Studien fortsetzte.
Er hatte bei der Høstutstillingen 1887 sein Debüt und seine erste alleinige Ausstellung 1900. Es folgte im gleichen Jahr die Heirat mit Lina Gurine Berg Isachen. Seine Tochter Gro Franciska Dørnberger wurde 1904 geboren. In seinem Umfeld verkehrten bekannte norwegische Künstler wie Edvard Munch und Akseli Gallen-Kallela, die er auch porträtierte. Darüber hinaus unterhielt er eine langjährige außereheliche Beziehung zu der Schriftstellerin Ragnhild Jølsen.
Um 1896 wechselte er in die norwegische Hafenstadt Son in Akershus, wo er für den Rest seines Lebens in seinem Haus lebte, das als „Dørnbergerhuset“ einen Bekanntheitsgrad erlangte. Dort malte er Ansichten dieser Stadt, Landschaften, Porträts und Szenen aus der Schifffahrt.
Dørnberger pflegte einen exzentrischen Lebensstil. Er erlitt 1895 eine so schwere Beinverletzung, dass nach dem Bruch dieses Bein amputiert werden musste. So bekam er ein Holzbein. Im Jahre 1921 schoss er auf einen Bürovorsteher in Hurum und verletzte diesen. Er nannte seine Pistolen „Kitty“ und „Kitty’s Bruder“. Er wurde später am Gerichtshof freigesprochen.
Seine Werke sind nicht nur in Kunstsammlungen Norwegens anzutreffen. Sie gibt es auch in Deutschland. Das erwähnte Porträt von Edvard Munch beispielsweise befindet sich im Museum der bildenden Künste in Leipzig.

## Varia
Es gibt auch einen deutschen Steinmetz namens Carl Dornberger. Er hat jedoch nichts mit dem Maler hier zu tun.